# Juan Carlos Zabala
Juan Carlos Zabala (Rosario, 11 oktober 1911 – Buenos Aires, 24 januari 1983) was een Argentijnse atleet, die de olympische marathon op de Olympische Spelen van 1932 in Los Angeles won.

## Biografie

### Door Schotse adoptieouders gekneed tot marathonloper
Zabala, al vroeg wees, werd op dertienjarige leeftijd geadopteerd door de Schotse natuurkundeleraar Andrew Sterling. In dit gezin kreeg hij zijn opvoeding, waarin sport een centrale plaats innam. Zabala deed aanvankelijk aan voetbal, basketbal en zwemmen. Sterling onderkende echter al snel zijn talenten als hardloper en begeleidde hem met deskundige oefenschema's, die zouden uitmonden in olympisch goud. Zabala liep in oktober 1931 zijn eerste marathon, de befaamde marathon van Košice in Tsjecho-Slowakije, die hij won. Tien dagen later liep hij in Wenen een wereldrecord op de 30 km in een tijd van 1:42.30,4.

### Olympisch marathonkampioen
Zijn sportieve hoogtepunt was het winnen van de marathon tijdens de Spelen van 1932 in Los Angeles. Zabala liep bijna de gehele afstand in de kopgroep. Toen er nog slechts vier kilometer gelopen moest worden, maakte hij zich uit deze groep los en kwam 20 seconden voor de Brit Samuel Ferris over de finish. Nadat hij de finish was gepasseerd, dreigde hij in elkaar te zakken, maar attente officials vingen hem nog net op tijd op. Hij werd de kleedkamer binnengedragen en op de massagetafel gelegd. Na een half uur was Zabala grotendeels hersteld van de extreme inspanningen.

### OS 1936 in Berlijn
Zabala nam vier jaar later ook deel aan de Olympische Spelen van Berlijn. Hier liep hij eerst de 10.000 m, waarop hij een verdienstelijk zesde plaats behaalde. Een week later slaagde hij er echter niet in om zijn marathontitel te verdedigen. Zabala nam de leiding na de start maar werd na 30 kilometer door de latere gouden- en zilverenmedaillewinnaars Sohn Kee-chung en Ernest Harper voorbijgelopen en gaf kort daarna geheel uitgeput op.
Juan Carlos Zabala stierf op 71-jarige leeftijd in Buenos Aires.

## Titels
- Olympisch kampioen marathon - 1932
- Zuid-Amerikaans kampioen 3000 m - 1931
- Zuid-Amerikaans kampioen 5000 m - 1931
- Zuid-Amerikaans kampioen 10.000 m - 1931

## Persoonlijke records
| Onderdeel | Prestatie | Datum           | Plaats      |
| --------- | --------- | --------------- | ----------- |
| 10.000 m  | 31.22,0   | 2 augustus 1936 | Berlijn     |
| 20.000 m  | 1:04.00,2 | 19 april 1936   | München     |
| 30.000 m  | 1:42.30,4 | 10 oktober 1931 | Wenen       |
| marathon  | 2:31.36   | 7 augustus 1932 | Los Angeles |

## Palmares

### 10.000 m
- 1936: 6e OS - 31.22,0

### marathon
- 1931:  marathon van Kosice - 2:33.19
- 1932:  OS - 2:31.36 (OR)
- 1936: DNF OS

1896: Spiridon Louis ·
1900: Michel Théato ·
1904: Thomas J. Hicks ·
1908: John Hayes ·
1912: Kenneth McArthur ·
1920: Hannes Kolehmainen ·
1924: Albin Stenroos ·
1928: Ahmed Boughéra El Ouafi ·
1932: Juan Carlos Zabala ·
1936: Sohn Kee-chung ·
1948: Delfo Cabrera ·
1952: Emil Zátopek ·
1956: Alain Mimoun ·
1960: Abebe Bikila ·
1964: Abebe Bikila ·
1968: Mamo Wolde ·
1972: Frank Shorter ·
1976: Waldemar Cierpinski ·
1980: Waldemar Cierpinski ·
1984: Carlos Lopes ·
1988: Gelindo Bordin ·
1992: Hwang Young-cho ·
1996: Josia Thugwane ·
2000: Gezahegne Abera ·
2004: Stefano Baldini ·
2008: Samuel Wanjiru ·
2012: Stephen Kiprotich ·
2016: Eliud Kipchoge ·
2020: Eliud Kipchoge ·
2024: Tamirat Tola